# Moultonborough
Moultonborough est une ville du comté de Carroll, dans l'État du New Hampshire, aux États-Unis. En 2010, sa population est de 4 044 habitants.